# Monasterio de Santa Clara (Cuéllar)
El monasterio de Santa Clara es un complejo monacal de monjas franciscanas de clausura, situado en la villa segoviana de Cuéllar (Castilla y León, España). Se trata de una de las primeras fundaciones clarisas en España, pues consta que ya lo estaba en 1244; en el siglo XVI sufrió una importante renovación por una hija del segundo duque de Alburquerque, pasando a formar parte del mecenazgo del Ducado de Alburquerque, siendo su actual propietario el XIX duque, Juan Miguel Osorio y Bertrán de Lis.

## Historia

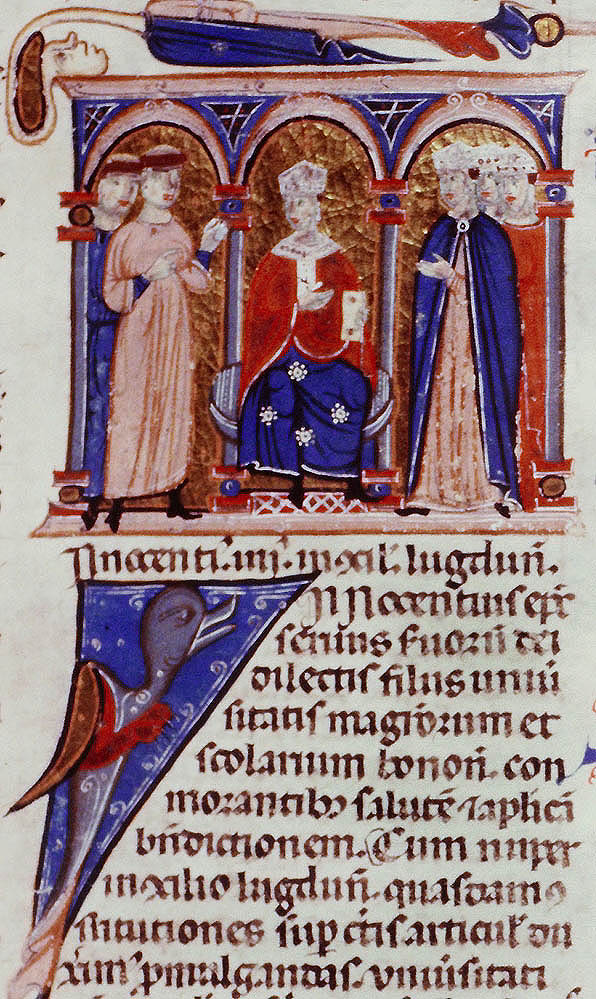
Inocencio IV, persona vinculada a la primera noticia del monasterio

### Fundación
No se tiene constancia de la fecha de su fundación; aparece documentado por primera vez en 1244 bajo la advocación de Santa María Magdalena, en una bula del papa Inocencio IV fechada en Lyon (Francia) el 7 de junio y dirigida al infante don Alfonso, hijo de Fernando III de Castilla, rogándole que favorezca a la abadesa del monasterio y no permita que la comunidad sea molestada. Sobre el rey don Fernando recoge en el siglo XVII el padre Francisco Calderón una tradición de la época que puede orientar sobre la época y circunstancias de la fundación del monasterio: 

Es tradición en este monasterio y villa que el Santo Rey Don Fernando, tercero de este nombre, envió a pedir a la gloriosa virgen Santa Clara alguna de sus disculpas, para que fundase este monasterio en la forma de vida que había instituido su religión, y dirigiese en ella los espíritus de algunas señoras recogidas, que estaban en este mismo lugar, en aquel tiempo con deseo de servir a Dios, a quienes faltaba esta enseñanza. Ejecutó la Santa el mandato del Santo Rey enviando una discípula heredera de su espíritu, que llegando a este sitio enseñó a aquellas devotas dueñas la regla y modo de vivir que su santa Madre había instituido el año 1212 antecedente, con tanto aplauso y provecho del mundo. Aquí vivió algunos años esta sierva de Dios, donde tuvo muchas hijas de su fervor; falleció en él y fue sepultada en la iglesia que entonces tenía el monasterio, que hoy llaman el coro viejo.
Francisco Calderón.

Dejando a un lado la fantasía con la que el autor adorna la tradición, las noticias que facilita tienen relación con la documentación existente en el archivo conventual, y la relación del monasterio con el monarca está probada por la bula de Inocencio IV, en la que dice que ya entonces la comunidad se regía por la orden fundada por Santa Clara de Asís. El monasterio es sometido a la norma franciscana y bajo la dirección del general y provincial de Castilla en 1249 por concesión papal.

### SiglosXIVyXV
La historia del monasterio durante los siglos bajo medievales está ligada a la Corona de Castilla a través de los privilegios que concedieron los monarcas castellanos a las religiosas. Así, Alfonso XI de Castilla y León confirmó a mediados del siglo XIV el privilegio de la renta del almotacén, del que ya disponía el monasterio. Nuevamente en 1400, Enrique III de Castilla confirmó el de la renta del peso y medida, por el cual autoriza a las religiosas a disponer de las únicas medidas oficiales de la villa, y todos los comerciantes de ella debían equiparar los suyos a los del monasterio; y finalmente en 1417, Benedicto XIII concedió a las religiosas el derecho de poder elegir en el artículo de muerte el confesor que quisieren, quien podía también absolverlas con indulgencia plenaria de todos los pecados con la única condición de que ayunasen los viernes de todo el año.
Entre 1440 y 1441 el monasterio realizó diversos apeos de las fincas que poseía en término de Cuéllar, Frumales, Torregutiérrez, Vallelado, Óvilo, Hontalbilla, Fuentepiñel, Escarabajosa y otros lugares, que muestran un número importante de rentas de las que se abastecía la comunidad, dispersas por diferentes aldeas de la Tierra de Cuéllar, y en otros externos a los límites de ella, como es el caso de Puentepiñel. El 28 de enero de 1455 la reina doña Juana expidió desde Arévalo su carta de confirmación, revalidando los privilegios que había recibido el monasterio de los anteriores monarcas durante su existencia, entre los que se encontraban los fechados en 1431, 1434, 1440 y 1444. Una nueva concesión real apareció durante el reinado de Enrique IV de Castilla, quien estando en Salamanca envió el 18 de mayo en limosna un juro de 10 000 maravedíes y 50 cargas de trigo anuales situadas en las rentas de cualquier ciudad o villa, juro que aumentó en 5.000 maravedíes más el 4 de noviembre, y que fue ratificado por los Reyes Católicos en 1476.
El monasterio debía tener por entonces un hospital, pues en 1487 el concejo de Cuéllar aportó 1000 maravedíes de limosna para este fin. A finales del siglo XV la comunidad de religiosas vende al concejo el privilegio de las pesas y medidas.

## Iglesia

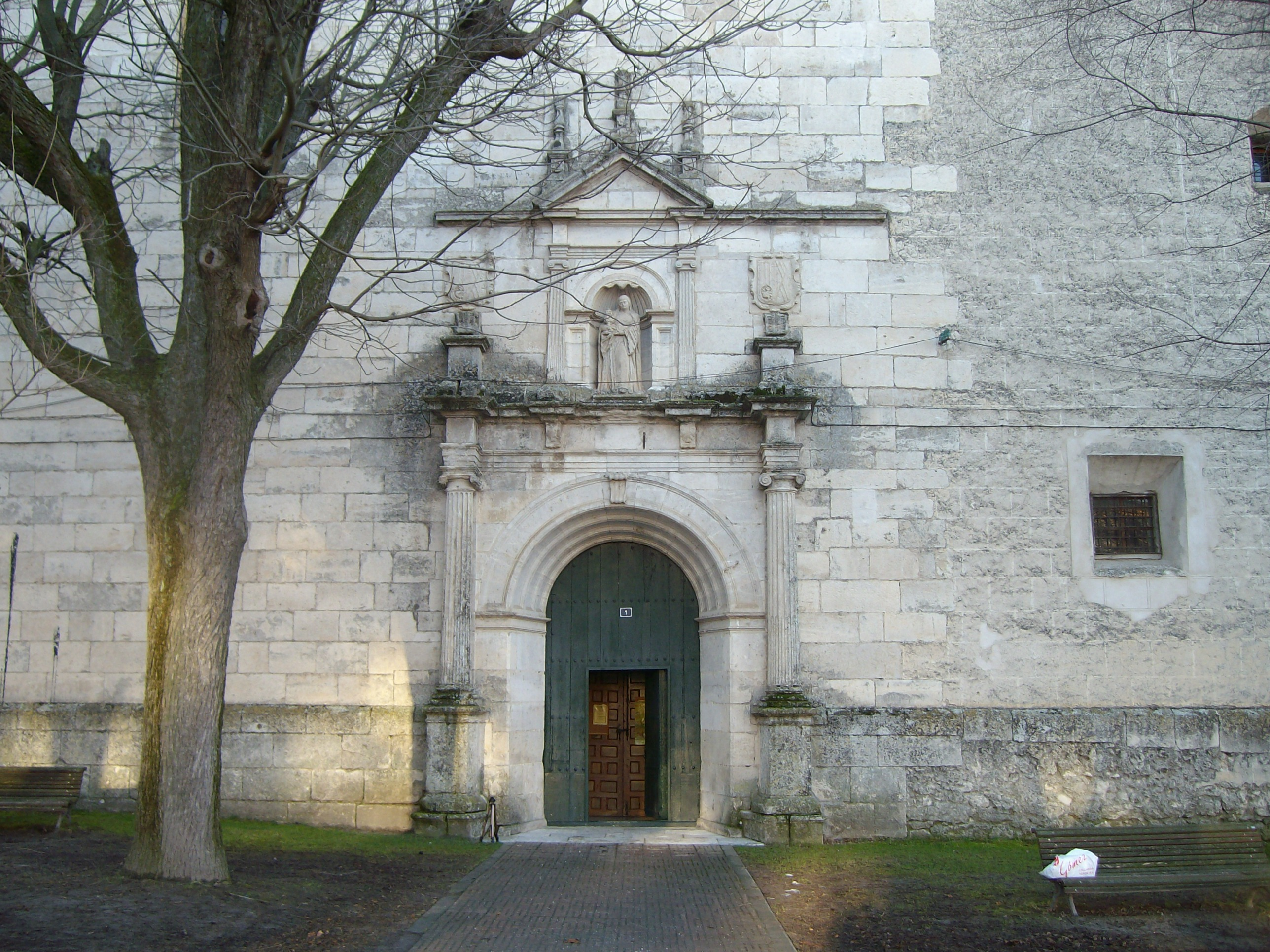
Fachada principal

A pesar de ser una fundación medieval, la iglesia conventual sufrió una radical transformación con las obras llevadas a cabo por doña Ana de la Cueva en el siglo XVI. No se conserva ningún resto de la iglesia medieval, puesto que la planta del templo fue rehecha en estilo gótico tardío, tan extendido en la provincia de Segovia, y fue obra de los arquitectos Antonio y Andrés López.
El templo limita con la carretera de Segovia en la cabecera, con la huerta del monasterio en el lado de la Epístola y a los pies, mientras que el lado del Evangelio lo hace por el paseo de Santa Clara, donde tiene su portada principal y acceso exterior. El costado del Evangelio es sencillo, sin contrafuertes ni otros elementos a excepción de la portada, que se abre en el centro con un arco de medio punto cuyo vano muestra un abocinamiento manierista; se enmarca la puerta con una columna a cada lado, sobre alto plinto y un entablamento superior sobre el que descansa una hornacina clasicista jónica, que aloja una estatua de piedra de Santa Clara, flanqueada por los escudos de los patronos.
La iglesia es de una única nave, sin crucero ni capillas, cubierta por tres tramos de bóveda de crucería con terceletes y combados, y la capilla mayor con el mismo tipo de cubierta pero más complicada. 
La cabecera es ligeramente más estrecha que la nave, y está reforzada por una serie de contrafuertes.

### Obras de arte
Retablo mayor

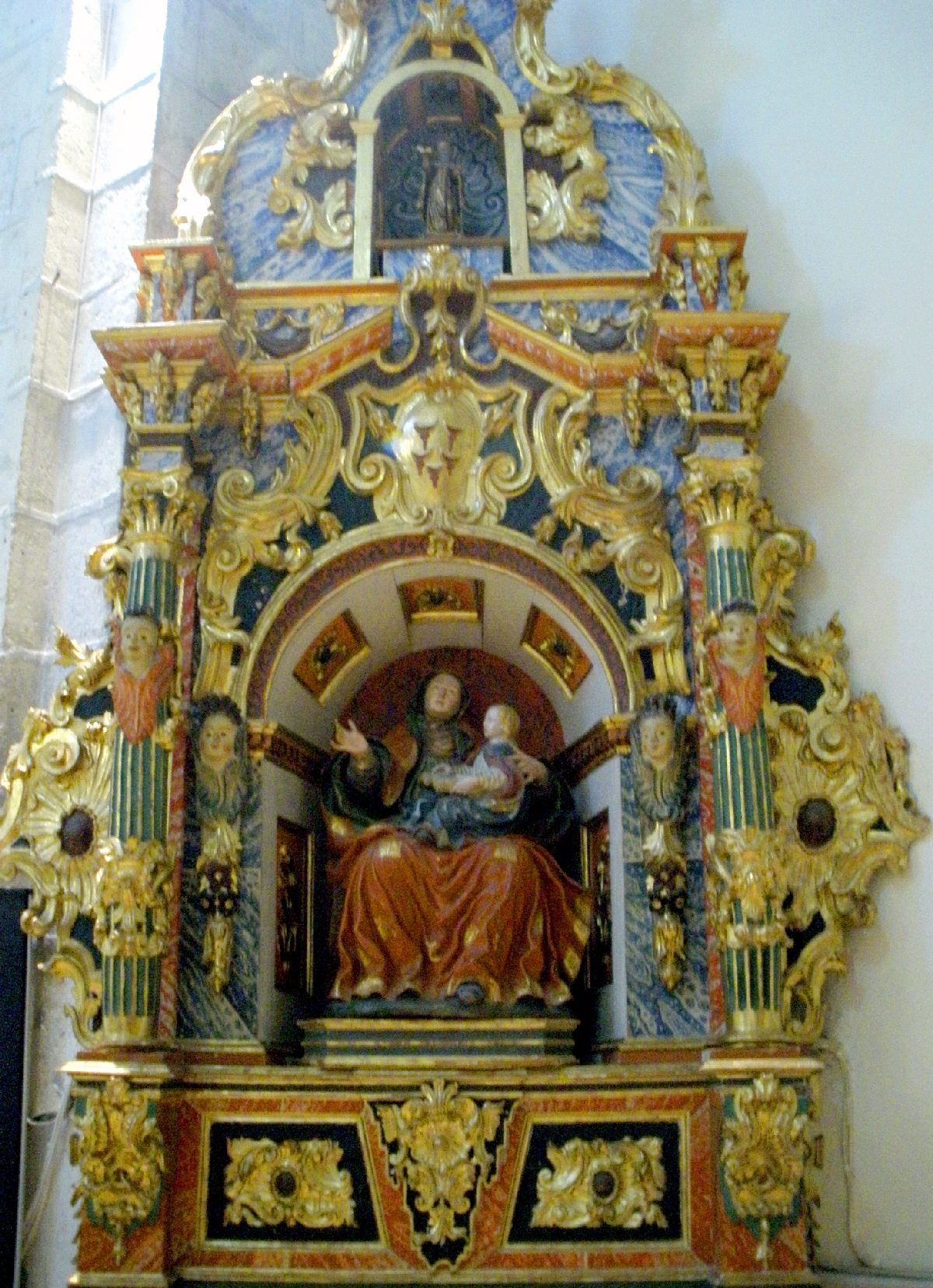
Retablo de Santa Ana

El retablo mayor es obra del escultor Isaac de Juni, hijo del maestro Juan de Juni.
Retablos colaterales
Hay además cuatro retablos barrocos dedicados a San Juan Evangelista, Santa Ana, San Juan Bautista y San José; según la tradición fueron costeados por el cardenal Bartolomé de la Cueva y Toledo, hermano de Ana de la Cueva, aunque en realidad se trata de obras del siglo XVIII, tal y como advierte la fecha de la inscripción que aparece en el dedicado a Santa Ana, 1761. Dos de ellos están coronados por las armas cardenalicias de Mendoza y Mendoza-Figueroa, homenaje póstumo al cardenal Pedro González de Mendoza, fundador del Colegio Mayor de Santa Cruz de Valladolid, institución a la que Ana de la Cueva dejó el patronato de la capilla mayor.
Otras obras de arte
Además, hay a los pies de la iglesia un gran lienzo del Tránsito de Santa Clara, obra moderna del pintor vallisoletano Luis Sanz López, realizado hacia 1953.

### Capilla Mayor

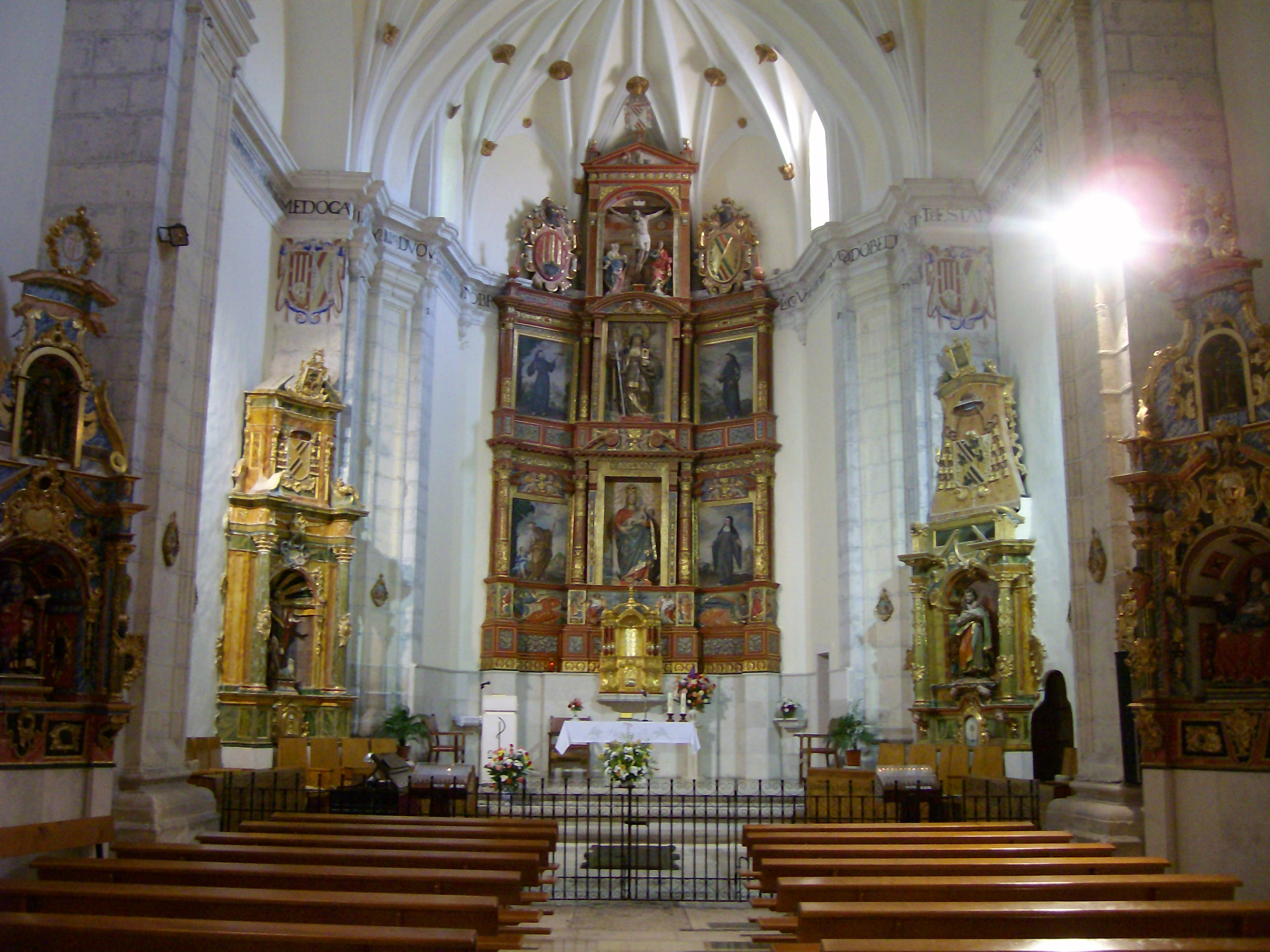
Capilla Mayor

Como testimonio de la construcción de la nueva iglesia por parte de Ana de la Cueva, ésta mandó esculpir en la cornisa de la capilla mayor la siguiente inscripción:

ESTA IGLESIA Y CAPILLA FUNDO Y DOTO LA MUI YLLRE SENORA DONA ANA DE LA CUEVA Y MENDOÇA
 HIJA DEL YLMO DUQUE DON FRANCISCO I DESTE NOMBRE (la inscripción cortada por el retablo) LA
 CUEVA HIJO DEL YLMO DUQUE DON BELTRAN DESTE ESTADO. DEXO POR PATRONES DELLA A LOS
 RECTORES Y COLEGIALES DEL MUI INSIGNE COLEGIO DE SANTA CRUZ DE LA VILLA DE VALLADOLID.
 ACABOSE ANO DE 1585 ANOS.

### Depósito ducal
El templo conventual se convirtió a principios del siglo XX en el depósito de los restos mortales de los miembros del Ducado de Alburquerque.

## Claustro

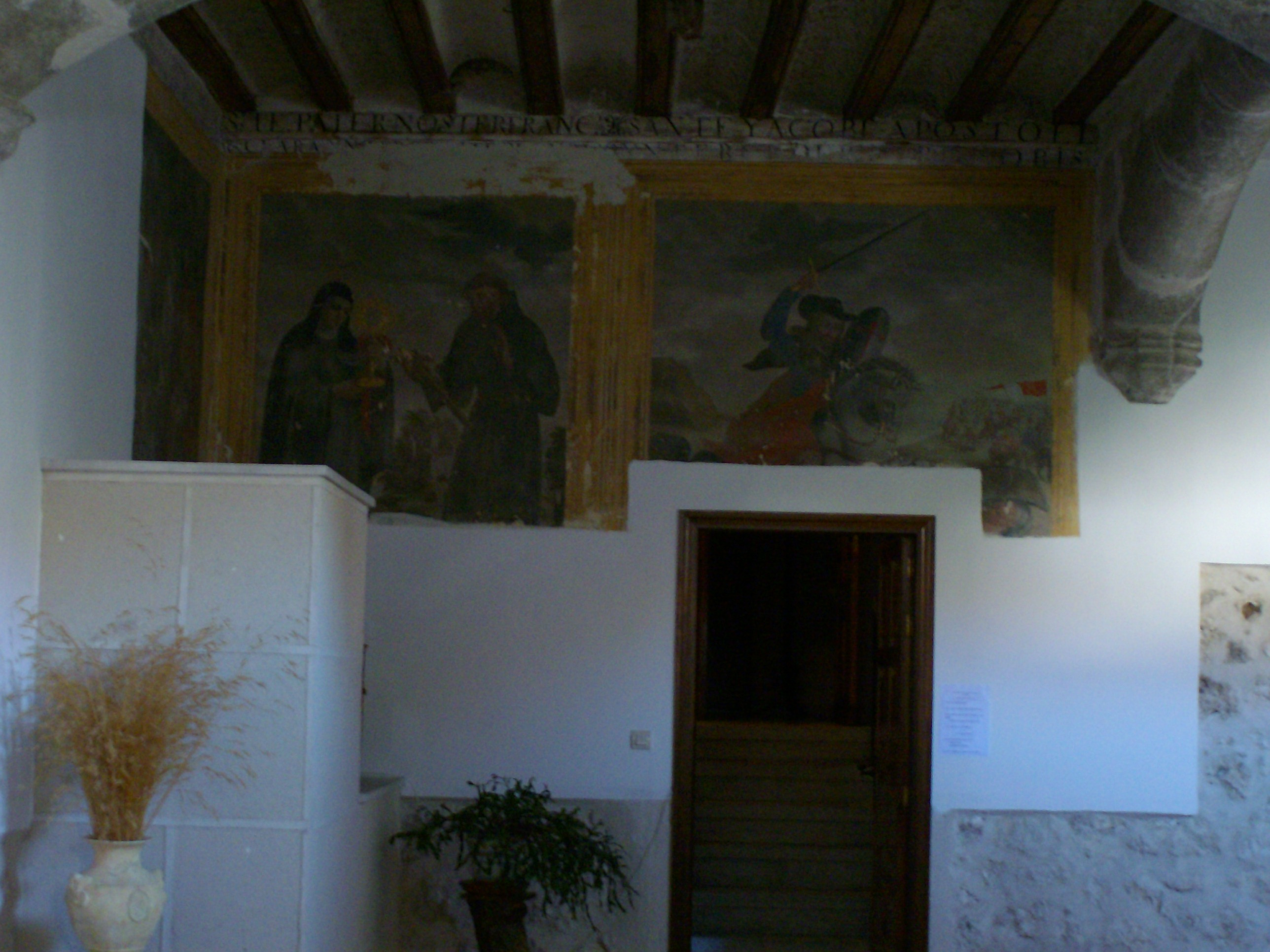
Pintura mural del claustro

El monasterio se desarrolla a través de un claustro renacentista de planta cuadrangular. A pesar de las modificaciones que ha sufrido a lo largo de los años, aún puede observarse su trazado original, compuesto por series de arcos rebajados de un estilo similar a los existentes en el patio de armas del Castillo de Cuéllar. Recorre la cornisa superior una decoración de bolas que hace pensar en una construcción renacentista o al menos en que pervive la típica decoración de la época de los Reyes Católicos. Tanto la parte superior del claustro como las enjutas de sus arcos soportan un grupo de escudos heráldicos con las armas del Ducado de Alburquerque, testimonio del patrocinio ducal. En las esquinas de parte interior del claustro se disponen arcos rebajados que apoyan sobre ménsulas angulares, mientras que las crujías se cubren con vigas de madera y bovedillas con decoración vegetal de estuco, características en Cuéllar. Se conserva asimismo una ménsula gótica que sirve como testimonio del pasado medieval del monasterio.

### Obras de arte

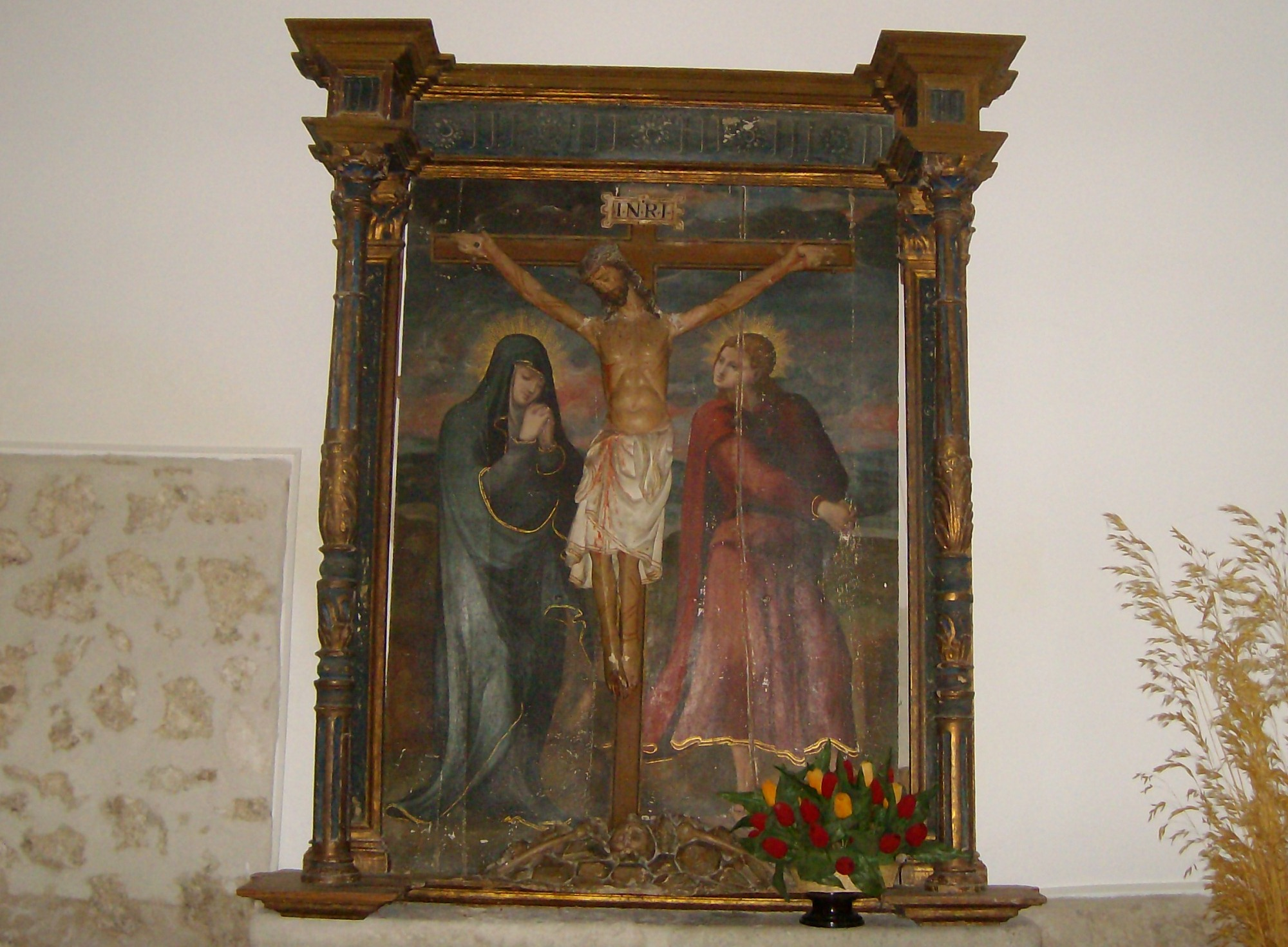
Retablo de Cristo Crucificado

Se conservan restos de pintura mural en las cuatro esquinas del claustro, donde se representa a San Blas, Santa Águeda, Jesús en el Pretorio, Santa Clara con San Francisco, y el apóstol Santiago. Algunas de las pinturas se muestran cortadas en su parte inferior, como consecuencia de las sucesivas reformas que ha sufrido el claustro, y en alguna de las esquinas han desaparecido prácticamente. En el interior del claustro también se localiza un cristo crucificado gótico arcaizante, probablemente del siglo XIV, en un retablo fechable hacia 1540 y formado por dos columnas abalaustradas, enmarcando una tabla con la representación de la Virgen y San Juan. También puede contemplarse un lienzo dedicado al Cristo de la Penitencia, que muestra un Jesucristo hombre, encogido física y moralmente en sus últimas horas, siendo una obra de curiosa iconografía aunque no de gran calidad artística.

## Coro alto y bajo
El monasterio posee dos coros, uno alto y otro bajo. El coro alto es una estancia sencilla y decorada con grisallas en su cabecera que representan a gran tamaño una de las caídas de Jesucristo en el camino al Calvario; San Pedro y San Andrés, y en el otro lado, San Francisco.
Mayor riqueza posee el coro bajo. Contiene también grisallas en las que aparecen San Francisco, la Flagelación, la Oración del Huerto y San Roque. En el centro del mural se representa la Crucifixión, con la Virgen y San Juan en pintura, y completa el conjunto una imagen de cristo crucificado de gran calidad y de estilo románico. Se desconoce la procedencia de la imagen, que es muy venerada entre la comunidad de religiosas y a la que se atribuyen diversidad de milagros.
A un lado se conserva un pequeño retablo que alberga la imagen de la Inmaculada del Coro, una talla que, aunque fue transformada y seccionada durante el barroco para vestirla, conserva restos de talla y policromía original de estilo gótico, como sus zapatos de punta. Tiene también esta imagen una tradición milagrosa, en la que destaca la extinción de un incendio en un pinar cercano.